# 93102 Leroy
93102 Leroy è un asteroide della fascia principale. Scoperto nel 2000, presenta un'orbita caratterizzata da un semiasse maggiore pari a 2,3371874 UA e da un'eccentricità di 0,1359266, inclinata di 7,40865° rispetto all'eclittica.
L'asteroide è dedicato all'astrofilo francese Valère Leroy.